# Myotis leibii
Myotis leibii  (Audubon & Bachman, 1842) è un pipistrello della famiglia dei Vespertilionidi diffuso nell'America settentrionale.

## Descrizione

### Dimensioni
Pipistrello di piccole dimensioni, con la lunghezza della testa e del corpo tra 43,2 e 48 mm, la lunghezza dell'avambraccio tra 30,8 e 34 mm, la lunghezza della coda tra 29,8 e 35,2 mm, la lunghezza del piede tra 6,6 e 7 mm, la lunghezza delle orecchie tra 12,2 e 13 mm, un'apertura alare fino a 250 mm e un peso fino a 5,5 g.

### Aspetto
La pelliccia è lunga, soffice e lanuginosa. Le parti dorsali sono fulvo-ocracee, con dei riflessi più brillanti lungo il collo. Le parti ventrali sono giallo-brunastre. La base dei peli è ovunque nerastra. Il muso è nero, corto e ottuso. Le orecchie sono corte e nere. Anche il trago è nero. Le membrane alari sono bruno-nerastre e attaccate posteriormente alla base delle dita del piede. I piedi sono piccoli. Il calcar è carenato. Il cranio è relativamente piccolo ed appiattito. Il cariotipo è 2n=44 FNa=52.

## Biologia

### Comportamento
Si rifugia negli edifici, sulle scogliere rocciose, in gallerie autostradali e lastroni di rocce. Forma gruppi fino a 30 individui sebbene sia prevalentemente solitaria. Durante l'inverno entra in ibernazione all'interno di grotte e miniere. L'attività predatoria inizia al tramonto. Il volo è lento, erratico o regolare, solitamente fino a 3 metri dal suolo.

### Alimentazione
Si nutre di insetti che cattura sopra superfici d'acqua.

### Riproduzione
Le femmine danno alla luce un piccolo l'anno, a maggio o giugno. L'aspettativa di vita è di 6-12 anni.

## Distribuzione e habitat
Questa specie è diffuso nel Canada sud-orientale e negli Stati Uniti d'America orientali, dal Maine meridionale a nord, fino alla Georgia e Alabama settentrionali a sud e Oklahoma orientale ad ovest.
Vive in zone collinari e montane, vicino o all'interno di foreste sempreverdi o decidue fino a 1.125 metri di altitudine.

## Conservazione
La IUCN Red List, considerato il vasto areale, classifica M.leibii come specie a rischio minimo (Least Concern)).